# Bacia Argentina
A Bacia Argentina é uma bacia oceânica localizada na plataforma do Atlântico Sul.

## Descrição
Ao norte está a Bacia do Brasil, com as duas bacias sendo separadas pela elevação do Rio Grande. O limite sul da Bacia Argentina é formado pela Escarpa Malvinas/Falkland. A Bacia Argentina tem uma profundidade média de 5.000 m (16.000 pés) e é caracterizada por baixas temperaturas. O ponto mais profundo é a Planície Abissal Argentina na base da Escarpa das Malvinas, que atinge uma profundidade de 6.212 m (20.381 pés)..
A corrente de Água Antártica de Fundo, que domina a circulação na camada abissal do Atlântico sudoeste, entra na parte sudoeste da Bacia Argentina e é desviada para o norte ao longo da elevação continental. Ele passa para a Bacia do Brasil através do Canal de Vema (39° 30′ W) a oeste da elevação do Rio Grande. Aqui, a corrente atinge velocidades de 20–25 cm/s.